# Meryl O’Hara Wood

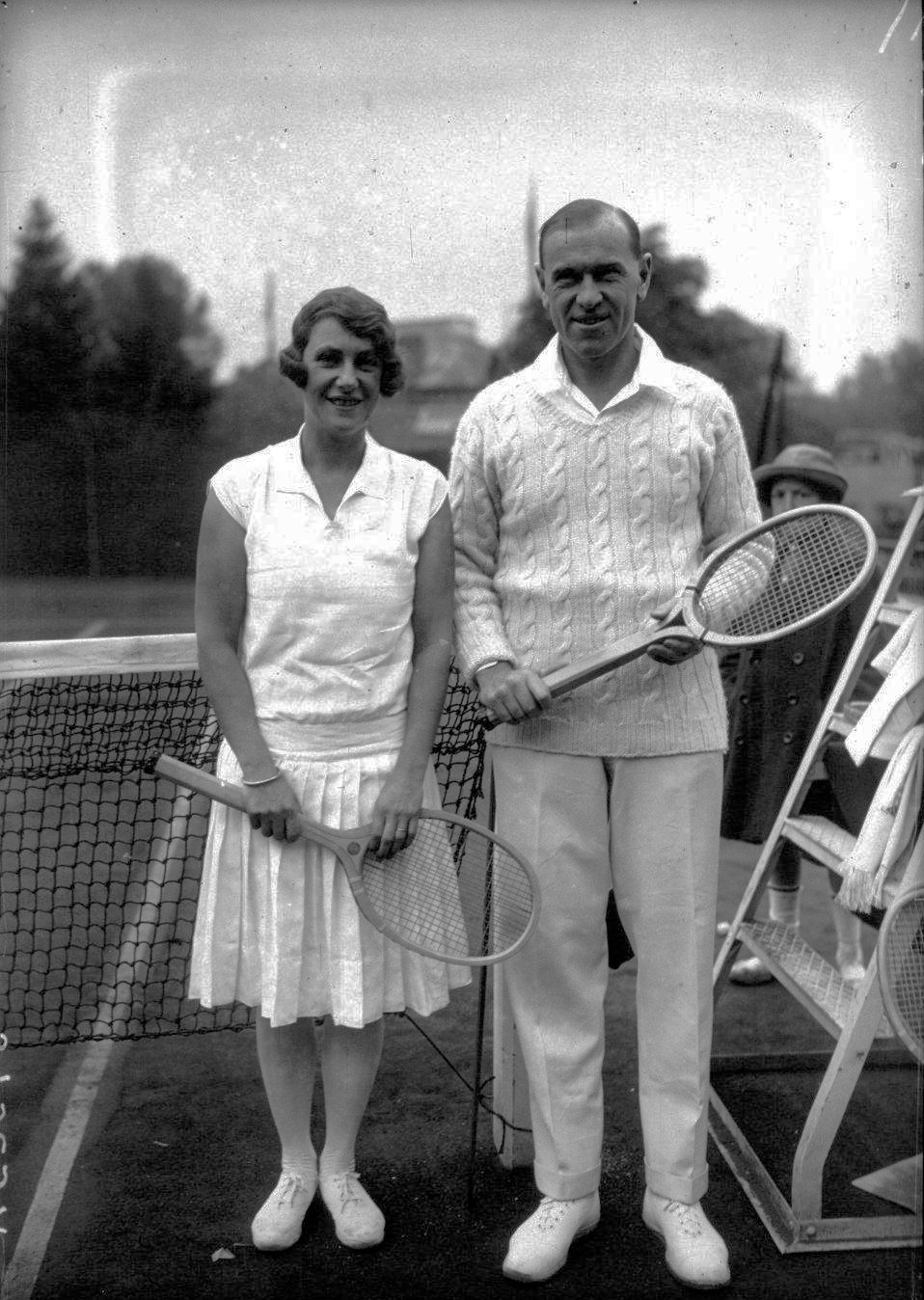
Meryl O’Hara Wood, neben Gerald Patterson (1928)

Meryl O’Hara Wood (geb. Waxman, verw. Aitken Lister; † 6. Mai 1958 in Melbourne) war eine australische Tennisspielerin in den 1920er-Jahren.

## Karriere
O’Hara Wood gewann in den Jahren 1926 und 1927 jeweils das Tennis-Damendoppel bei den australischen Tennismeisterschaften (heute Australian Open). Den ersten Titel holte sie mit Esna Boyd gegen das Duo Daphne Akhurst und Marjorie Cox in drei umkämpften Sätzen mit 6:3, 6:8, 8:6. Im folgenden Jahr gelang ihr die Titelverteidigung mit ihrer Landsfrau Louie Bickerton gegen Esna Boyd und Sylvia Lance, dieses Mal in zwei Sätzen mit 6:3, 6:3.

## Leben
Am 3. August 1923 heiratete sie Pat O’Hara Wood, ebenfalls ein erfolgreicher australischer Tennisspieler.